# Martin Hills
Martin Hills är en kulle i Antarktis. Den ligger i Västantarktis. Chile gör anspråk på området. Toppen på Martin Hills är 1 564 meter över havet.
Terrängen runt Martin Hills är en högslätt. Trakten är obefolkad. Det finns inga samhällen i närheten.